# (41488) Sindbad
(41488) Sindbad (2000 QE71) – planetoida z pasa głównego asteroid okrążająca Słońce w ciągu 7,84 lat w średniej odległości 3,94 j.a. Odkryta 29 sierpnia 2000 roku.